# Монте-Пердідо
Мо́нте-Пердíдо (ісп. Monte Perdido, араг. Punta de Treserols / Mont Perdito) чи Мон-Пердю́ (фр. Mont Perdu, обидві назви означають «втрачена гора») — третя за висотою гірська вершина в Піренеях (після піку Ането та Посетса), що знаходиться на півночі іспанської провінції Уеска на кордоні з французьким департаментом Верхні Піренеї. Висота 3355 м, поруч розташовані вершини Сірк-де-Гаварні (Cirque de Gavarnie) та Сірк-д'Естобе (Cirque d'Estaubé). Гора входить до складу національного парку Ордеса-і-Монте-Пердідо, розташованого в західних Піренеях. На західному схилі гори бере початок річка Сінка, що відноситься до басейну річки Ебро.

## Короткий опис
Захід на гору простіший з іспанського боку. Стежка починається від населеного пункту Торла, йде долиною Ордеса і перед вершиною підіймається до Сірк-де-Соасо. Взимку для підйому необхідні льодоруб та альпіністські кішки.
На кліматичні умови регіону впливають океан з півночі та середземноморський клімат з півдня. Середньорічна температура становить 5 °C, середня температура лютого — −5 °C, липня — 12 °C. Середньорічна кількість опадів — 1600 мм. Флора району складається з більш ніж 1500 видів, 50 з яких ендемічні для Піренеїв. Серед представників фауни — альпійський бабак, горностай, сарна європейська, піренейська козиця, вимираючий піренейський козеріг, піренейська хохуля. Багато птахів: бородань, яструбовий орел, тундрова куріпка, звичайний орябок, звичайний глушець, альпійська галка, болотяна гаїчка, звичайний підкоришник, червонокрилий стінолаз, звичайна кам'янка, горихвістка чорна, альпійська тинівка, гірський щеврик і сніговий в'юрок. У висотних районах водиться ящірка Archaeolacerta bonnali.

## Перші сходження
- 6 серпня 1802 року відбулося перше задокументоване сходження на вершину Мон-Пердю, яке здійснили місцеві селяни з поселення Бареж Рондо та Лоран разом з арагонським пастухом. Родно та Лоран були послані з метою розвідати маршрут для французького науковця Луї Рамона де Карбонньєра, який 10 серпня 1802 року разом з ними здійснив друге сходження[3].
- 1830 — вершину підкорила перша жінка, Анна Лістер.
- 1888 — відбулося перше сходження з північного боку гори. Його здійснили провідники Селестен Пассе та Франсуа Берна-Саль, а також піренеїст Роже де Мон[4]. Північний схил гори Мон-Пердю вище озера Тюкруї зараз займає льодовик.

Французький науковець Луї Рамон де Карбонньєр, який одним з перших побував на вершині Мон-Пердю, відгукувався про цю гору, як про «найпрекраснішу вапнякову вершину Європи».

## Об'єкт Світової спадщини
1997 року ця вапнякова гора була занесена до списку Світової спадщини ЮНЕСКО у складі об'єкта площею 30,6 тис. га, також включає два найбільших у Європі каньйони (на іспанському боці) і три великих льодовикових цирки (у Франції). Пасторальні ландшафти району (селища, поля і ферми, гірські пасовища та дороги) ілюструють спосіб господарювання, типовий у минулому для гірських районів Європи.